# Campionatul Mondial de Scrimă din 2014
Campionatul Mondial de Scrimă din 2014 s-a desfășurat în perioada 15-23 iulie la Academia de Tenis din Kazan, Rusia.

## Rezultate

### Masculin
| Probă                 | Aur                                                                      | Argint                                                                     | Bronz                                                                 |
| Spadă la individual   | Ulrich Robeiri (FRA)                                                     | Park Kyoung-doo (KOR)                                                      | Gauthier Grumier (FRA) · Enrico Garozzo (ITA)                         |
| Spadă pe echipe       | Franța Gauthier Grumier Daniel Jerent Jean-Michel Lucenay Ulrich Robeiri | Coreea de Sud Jung Jin-sun Kweon Young-jun Park Kyoung-doo Park Sang-young | Elveția Peer Borsky Max Heinzer Fabian Kauter Benjamin Steffen        |
| Floretă la individual | Aleksei Ceremisinov (RUS)                                                | Ma Jianfei (CHN)                                                           | Enzo Lefort (FRA) · Timur Safin (RUS)                                 |
| Floretă pe echipe     | Franța Enzo Lefort Erwann Le Péchoux Julien Mertine Vincent Simon        | China Chen Haiwei Lei Sheng Ma Jianfei Shi Jialuo                          | Italia Valerio Aspromonte Giorgio Avola Andrea Baldini Andrea Cassarà |
| Sabie la individual   | Nikolai Kovaliov (RUS)                                                   | Gu Bon-gil (KOR)                                                           | Tiberiu Dolniceanu (ROU) · Aleksei Iakimenko (RUS)                    |
| Sabie pe echipe       | Germania Max Hartung Nicolas Limbach Matyas Szabo Benedikt Wagner        | Coreea de Sud Gu Bon-gil Kim Jung-hwan Oh Eun-seok Won Woo-young           | Ungaria Tamás Decsi Csanád Gémesi András Szatmári Áron Szilágyi       |

### Feminin
| Probă                 | Aur                                                                                             | Argint                                                                      | Bronz                                                                             |
| Spadă la individual   | Rossella Fiamingo (ITA)                                                                         | Britta Heidemann (GER)                                                      | Iana Șemiakina (UKR) · Erika Kirpu (EST)                                          |
| Spadă pe echipe       | Rusia Tatiana Gudkova Violetta Kolobova Liubov Șutova Iana Zvereva                              | Estonia Julia Beljajeva Irina Embrich Erika Kirpu Kristina Kuusk            | Italia Bianca Del Carretto Rossella Fiamingo Francesca Quondamcarlo Mara Navarria |
| Floretă la individual | Arianna Errigo (ITA)                                                                            | Martina Batini (ITA)                                                        | Inès Boubakri (TUN) · Valentina Vezzali (ITA)                                     |
| Floretă pe echipe     | Italia Martina Batini Elisa Di Francisca Arianna Errigo Valentina Vezzali                       | Rusia Iulia Biriukova Inna Deriglazova Larisa Korobeinikova Diana Iakovleva | Franța Astrid Guyart Corinne Maîtrejean Ysaora Thibus                             |
| Sabie la individual   | Olha Harlan (UKR)                                                                               | Mariel Zagunis (USA)                                                        | Iana Egorian (RUS) · Ekaterina Diacenko (RUS)                                     |
| Sabie pe echipe       | Statele Unite ale Americii Ibtihaj Muhammad Anne-Elizabeth Stone Dagmara Wozniak Mariel Zagunis | Franța Cécilia Berder Saoussen Boudiaf Manon Brunet Charlotte Lembach       | Ucraina Olha Harlan Olena Kravațka Olena Voronina Olha Jovnir                     |

## Clasament pe medalii
Legendă
  *   Țara gazdă
  *   România
| Loc   | Țară                       | Aur | Argint | Bronz | Total |
| ----- | -------------------------- | --- | ------ | ----- | ----- |
| 1     | Italia                     | 3   | 1      | 4     | 8     |
| 1     | Rusia                      | 3   | 1      | 4     | 8     |
| 3     | Franța                     | 3   | 1      | 3     | 7     |
| 4     | Germania                   | 1   | 1      | 0     | 2     |
| 4     | Statele Unite ale Americii | 1   | 1      | 0     | 2     |
| 6     | Ucraina                    | 1   | 0      | 2     | 3     |
| 7     | Coreea de Sud              | 0   | 4      | 0     | 4     |
| 8     | China                      | 0   | 2      | 0     | 2     |
| 9     | Estonia                    | 0   | 1      | 1     | 2     |
| 10    | Ungaria                    | 0   | 0      | 1     | 1     |
| 10    | România                    | 0   | 0      | 1     | 1     |
| 10    | Elveția                    | 0   | 0      | 1     | 1     |
| 10    | Tunisia                    | 0   | 0      | 1     | 1     |
| Total | Total                      | 12  | 12     | 18    | 42    |